# Lok-Sabha-Wahlkreis Shimoga
Der Lok-Sabha-Wahlkreis Shimoga ist ein Wahlkreis bei den Wahlen zur Lok Sabha, dem Unterhaus des indischen Parlaments. Er liegt im Bundesstaat Karnataka und umfasst den gesamten Distrikt Shivamogga (Shimoga) sowie ein kleineres Gebiet im Norden des Distrikts Udupi.
Bei der letzten Wahl zur Lok Sabha waren 1.562.241 Einwohner wahlberechtigt.

## Letzte Wahl
Die Wahl zur Lok Sabha 2014 hatte folgendes Ergebnis:
| Kandidat              | Partei                | Stimmen |
| --------------------- | --------------------- | ------- |
| B. S. Yeddyurappa     | BJP                   | 53,6 %  |
| Manjunath Bhandary    | INC                   | 21,5 %  |
| Geetha Shivarajkumar  | JD(S)                 | 21,3 %  |
| Sonstige              | Sonstige              | 3,0 %   |
| Keiner der Kandidaten | Keiner der Kandidaten | 0,6 %   |

## Wahl 2009
Die Wahl zur Lok Sabha 2009 hatte folgendes Ergebnis:
| Kandidat          | Partei   | Stimmen |
| ----------------- | -------- | ------- |
| B. Y. Raghavendra | BJP      | 50,6 %  |
| S. Bangarappa     | INC      | 45,0 %  |
| H. S. Shekarappa  | Unabh.   | 1,1 %   |
| Sonstige          | Sonstige | 3,3 %   |

## Bisherige Abgeordnete
| Wahl      | Name                     | Partei | Stimmen |
| --------- | ------------------------ | ------ | ------- |
| 1951–1952 | K. G. Wodeyar            | INC    | 46,2 %  |
| 1957      | K. G. Wodeyar            | INC    | 65,4 %  |
| 1962      | S. V. Krishnamoorthy Rao | INC    | 46,4 %  |
| 1967      | J. H. Patel              | SSP    | 54,4 %  |
| 1971      | T. V. Chandrashekarappa  | INC    | 71,8 %  |
| 1977      | A. R. Badarinarayan      | INC    | 59,4 %  |
| 1980      | S. T. Quadri             | INC(I) | 56,8 %  |
| 1984      | T. V. Chandrashekarappa  | INC    | 57,9 %  |
| 1989      | T. V. Chandrashekarappa  | INC    | 38,8 %  |
| 1991      | K. G. Shivappa           | INC    | 45,9 %  |
| 1996      | S. Bangarappa            | KCP    | 42,1 %  |
| 1998      | Ayanoor Manjunath        | BJP    | 45,4 %  |
| 1999      | S. Bangarappa            | INC    | 53,0 %  |
| 2004      | S. Bangarappa            | BJP    | 50,7 %  |
| 2005*     | S. Bangarappa            | SP     | 36,0 %  |
| 2009      | B. Y. Raghavendra        | BJP    | 50,6 %  |
| 2014      | B. S. Yeddyurappa        | BJP    | 53,6 %  |

*) Nachwahl

## Wahlkreisgeschichte
Der Wahlkreis Shimoga besteht seit der ersten Lok-Sabha-Wahl 1951. Anfangs gehörte er zum Bundesstaat Mysore, ehe dieser 1973 in Karnataka umbenannt wurde. 